# Henryk Wyrzykowski

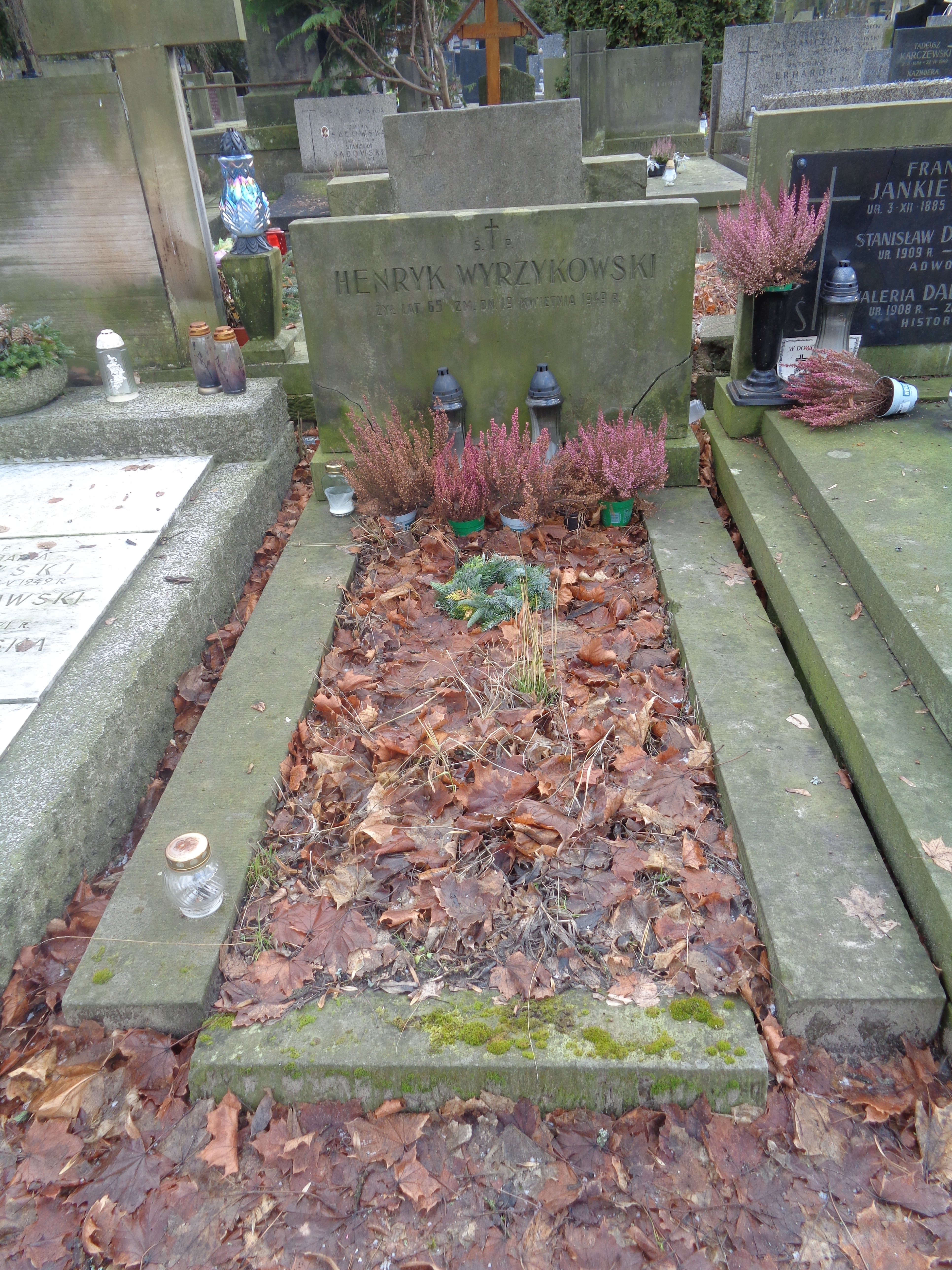
Grób Henryka Wyrzykowskiego na cmentarzu Powązkowskim

Henryk Wyrzykowski (ur. 12 stycznia 1884 w Częstochowie, zm. 19 kwietnia 1949 w Warszawie) – działacz ruchu ludowego, dziennikarz, poseł na sejm

## Życiorys
Urodził się w rodzinie inteligenckiej. Swoją edukację rozpoczął w wieku 7 lat w Częstochowie w szkole początkowej, naukę kontynuował w filologicznym Gimnazjum Męskim, które ukończył w 1900. Związał się z młodzieżowym ruchem niepodległościowym, kilkakrotnie aresztowany przez władze rosyjskie. W 1901 za przewożenie nielegalnej literatury został zesłany na Syberię, do guberni kurskiej. Po kilkuletnim pobycie i powrocie nawiązał działalność z Socjaldemokracją Królestwa Polskiego i Litwy, którą kontynuował do 1911. Podczas I wojny światowej włączył się do działalności związanej z niesieniem pomocy materialnej rodzinom legionistów Piłsudskiego. W tym czasie zbliżył się programowo do ludowców. W 1917 był współzałożycielem Zjednoczenia Ludowego (PZL), które reprezentował w Radzie Stanów Królestwa Polskiego. W 1918 został wybrany do Komisji Sejmowej. W wyniku rozłamu w PZL przeszedł w 1918 do Polskiego Stronnictwa Ludowego „Piast”. W 1920 wszedł w skład jego Zarządu Głównego, zasiadając równocześnie, do 1923, w Radzie Naczelnej. W 1922, kandydując z listy wyborczej PSL „Piast”, został posłem na sejm. W 1923 przeszedł do Polskiego Stronnictwa Ludowego „Jedność Ludowa”, w którym jako członek Zarządu Głównego pełnił funkcje sekretarza, a od 1925 wiceprezesa. W sejmie należał do Klubu Związku Polskich Stronnictw Ludowych „Wyzwolenie” i „Jedność Ludowa”. Po przejściu do Polskiego Stronnictwa Ludowego „Wyzwolenie”, w latach 1926–1931 był członkiem Zarządu Głównego, a w wyborach parlamentarnych z okręgu wyborczego nr 14 w 1928 i w 1930, otrzymał ponownie mandat poselski. Po zjeździe zjednoczeniowym ruchu ludowego został członkiem powstałego wówczas Stronnictwa Ludowego (SL), pełniąc w nim w latach 1933–1935 funkcję członka Głównej Komisji Rewizyjnej, zasiadając jednocześnie w Radzie Naczelnej SL. W 1938, po kolejnych wyborach, wraz z  Aleksandrem Bogusławskim i Janem Taborem podjęli nieudaną próbę reaktywowania Stronnictwa Chłopskiego. Po II wojnie światowej, w latach 1945–1949, działał w Stronnictwie Ludowym, w latach 1946–1949 był członkiem Rady Naczelnej. Z jego listy w latach 1946–1947 wypełniał mandat posła do Krajowej Rady Narodowej, a następnie Sejmu Ustawodawczego. 12 sierpnia 1946 został powołany na stanowisko Naczelnego Dyrektora Państwowego Banku Rolnego w Warszawie.
Oprócz działalności politycznej, Henryk Wyrzykowski od grudnia 1917 do lipca 1918 zajmował się redagowaniem „Zorzy”, w latach 1918–1924 wydawał i redagował w Warszawie „Gazetę Ludową”, współwydając równocześnie „Ludowca”, „Politykę” i „Kuriera Ludowego”. Podczas rokowań pokojowych w Rydze, w latach 1920–1921 był korespondentem „Kuriera Lwowskiego” i „Dziennika Gdańskiego”.
Zmarł w Warszawie. Pochowany na cmentarzu Powązkowskim (kwatera 131-6-18).